# متولد شده برای مبارزه
زاده شده برای مبارزه (تایلندی: เกิดมาลุย) یک فیلم اکشن و رزمی تایلندی محصول سال ۲۰۰۴ به کارگردانی پانا ریتیکرای با بازی دن چوپنگ است. بسیاری از بازیگران این فیلم ورزشکاران ملی تایلند بودند. این فیلم بازسازی فیلمی به همین نام محصول سال ۱۹۸۴ است.

## داستان
گروهی از رزمی‌کاران برای کمک به یک روستای فقیر، باید با یک حاکم مغرور و افراد شرورش مبارزه کنند. اما در این بین اتفاقاتی رخ می‌دهد که…

## بازخوردها
اسکات واینبرگ از دی‌وی‌دی تالک به این فیلم چهار ستاره از پنج ستاره داد و گفت: بنابراین در مقایسه با فیلم‌های اکشن آمریکایی کمی عجیب و غریب است، اما انرژی زیادی دارد، بیش از حد کافی اکشن، و برخی واقعاً واقعی است. بدلکاری خیره کننده. چیزهای سرگرم‌کننده و دیوانه کننده در تمام طول مسیر.